# Synagoga v Černovicích
Synagoga v Černovicích je bývalá židovská modlitebna, která se nachází v Černovicích v ulici Na Potoce jako čp. 226, 100 m na sever od Mariánského náměstí.
Synagoga byla postavena asi v první polovině 19. století, načež byla po požáru v roce 1857 přebudována v novogotickém stylu. K bohoslužbám sloužila až do začátku 2. světové války. V roce 1949 byla prodána a následně adaptována na obytný dům.
Černovická židovská komunita přestala existovat v roce 1942.
V obci se také nachází židovský hřbitov.